# Semion Dragan
Semion Dragan (n. 1953) este un politician moldovean, deputat în Parlamentul Republicii Moldova, ales în Legislatura 2005-2009 pe listele Partidului Comuniștilor.